# 茂槐堂
茂槐堂位于中国安徽省黄山市屯溪区屯溪老街。建于清。
茂槐堂已公布为黄山市文物保护单位。